# CPU-Z
CPU-Z為一個可偵察CPU、記憶體、主機板及顯示卡資訊的Windows平台免費軟件，還擁有基準測試以及穩定度測試。

## 功能

### 中央處理器
CPU-Z可以列出AMD、英特爾及威盛電子等廠牌的x86 CPU詳細資料，包括CPU名稱、代碼、核心名稱、製程、包裝方式、核心電壓、操作時脈、指令集和快取記憶體資訊等資料。

#### 支援的處理器列表
| AMD      | Am5x86, K5, Geode LX, K6, K6-2, K6-III, K6-2+, K6-III, Athlon (4，XP，MP，Zen), Duron, Sempron (K7/K8), Athlon 64, Athlon 64 X2, Turion 64, Opteron, Athlon 64 FX, Phenom, Phenom II,Athlon II, AMD FX, AMD Ryzen, AMD EPYC |
| 英特爾   | Pentium, Pentium MMX, Pentium Pro, Pentium II, Pentium III, Pentium III-M, Pentium 4, Pentium 4-M, Pentium M, Pentium D, Pentium XE, Pentium Dual-Core, Core, Core Duo, Core 2 Duo, Core 2 Quad, Core 2 Extreme, Celeron , Xeon, Core i7, Core i7 Extreme, Core i5, Core i3, Core i9, Itanium, Itanium 2, Celeron D, Celeron M |
| 威盛電子 | C3 (Samuel, Samuel2, Ezra, Ezra-T, Nehemiah), C7, C7-M, Nano (Isaiah) |
| 全美達   | Crusoe TM3200, TM5400, TM5500, TM5600, TM5800 |

#### 支援的晶片組列表
| 英特爾   | i430TX, i440LX, i440FX, i440BX/ZX, i810/E, i815/E/EP/EM , i840, i845，i845E, i845G, i850/E, i845PE/GE, E7205, E7500, E7520, i852, i855, i865P/PE/G, i875P, i915P/G, i915PM/GM, i925X/XE, i945P/PL/G/GZ, i945PM/GM/GT, i955X/XE, P965, Q965, G965, GL960/GM965/PM965, i975X, 5000X/P/Z, 5400A/B, P35, P55, G33, G31, Q35, Q33, X38, Q45, X48, P45, G45, G41, P43, P41, P31, X58, P55, H55, H57, Q57, H61, B65, Q65, H67, Q67, P67, Z68, B75, Z75, H77, Q77, Z77, X79, H81, B85, Q85, H87, Q87, Z87, H97, Z97, X99, H110, B150, H170, Q170, Z170, B250, H270, Q270, Z270, X299, H310, H310C, B360, B365, Z370, Z390 |
| AMD      | M-751, AM-761, AM-762 (760MP), 780G, 790GX, A320, B450, B350, X370, X470, X399, X570, TRX40 |
| ATI      | RS350, RS400, RS480/RX480, RS482, RD580/RX580, RS600/RD600, RS690, RS700，RD790 |
| NVIDIA   | nForce, nForce2, nForce3, nForce4, nForce4 SLI Intel Edition, GeForce 6100/6150 (nForce 410/430), nForce 520/550/560/570/590, GeForce 7050/7100/7150，650i，680i, 740i, 750a/780a, 750i, 770i, 780im 790i, MCP79/7A |
| 威盛電子 | Apollo VP3, Apollo Pro, Apollo Pro +, Apollo Pro 266, KX133, KT133(A), KT266(A), KT400(A), KT600, P4X266(A), PT880, PT880 Pro, K8T800, K8T890, K8T900, P4M800CE, P4M890, P4M900, CX700/VX700 |
| SiS      | 645, 645DX, 648, 648FX, 649, 655FX, 655TX, 656, 662, 735, 756, 761GX, 760, 760GX, 755, 755FX, 741, 741GX, 671/FX/DX/MX |

### 緩存
在緩存分頁中，CPU-Z顯示了CPU的緩存大小及緩存描述，支持一級數據緩存、一級指令緩存、二級緩存和三級緩存的顯示。該分頁自CPU-Z1.96.1起被移除

### 主機板
在主機板分頁中，CPU-Z顯示了主機板的製造廠商、型號、南橋及晶片組型號，以及BIOS的製造廠商和版本。

### 記憶體
記憶體方面，CPU-Z列出了當前使用中的記憶體類型（DDR、DDR2、DDR3、DDR4）、製造廠商、容量、最高時脈、產品編號及製造日期等，還有一個SPD TIMINGS表格，說明了不同速度下的CL值。

### 顯示卡
在顯示卡分頁中，CPU-Z顯示了顯示卡的名稱、製造商、核心代號、修訂號、製程、核心時脈、顯示記憶體的時脈、大小和種類。

### 測試分數
在測試分數分頁中，CPU-Z能給處理器進行基準測試以及穩定度測試，顯示單執行緒和多執行緒的工作效率，還能和其它CPU進行對比。

### 其他
在關於分頁中，CPU-Z顯示了當前的Windows及DirectX版本。還有一個工具欄，按下保存報告按鈕便會將整台電腦的資訊儲存成HTML或文本文件檔案中。還能打開實時查看時脈的工具，上傳你的系統的組態，計時器以及一個驅動程序更新網站。

## 外部連結
- 官方網站（页面存档备份，存于）
- CPU-Z作者Franck Delattre訪談（页面存档备份，存于）